# Dasyuris partheniata
Dasyuris partheniata är en fjärilsart som beskrevs av Achille Guenée 1868. Dasyuris partheniata ingår i släktet Dasyuris och familjen mätare. Inga underarter finns listade i Catalogue of Life.